# Малая война (Куба)
Малая война (исп. Guerra Chiquita) — вторая из трёх войн за независимость Кубы от Испании, между Десятилетней войной (1868—1878) и Войной за независимость Кубы (1895—1898), перешедшей в Испано-американскую войну. Война началась 26 августа 1879 года и продолжалась до поражения восставших в сентябре 1880 года.
Война имела те же причины, что и Десятилетняя война, и в значительной степени была её продолжением. По результатам Санхонского договора большое число оппозиционеров были исключены из политического процесса. Многие из них предпочли эмигрировать из страны в Латинскую Америку, Европу и США. Тем самым, кубинская эмиграция была чрезвычайно радикализирована и не готова идти на компромисс с Испанией. Это выразилось в основании большого количества революционных обществ и патриотических хунт. Кубинские эмигранты рассматривали своё положение как временное и готовились к войне с Испанией. Так, в Нью-Йорке Каликсто Гарсия организовал в начале 1879 года Кубинский Революционный комитет, целью которого была подготовка восстания. Он также издал манифест, направленный против испанского присутствия на Кубе, нашедший отклик среди других эмиграционных революционных лидеров. В Сантьяго-де-Куба генерал Гильермо Монкада также готовил восстание, уйдя в горы. 
24 августа 1879 года на полях в окрестностях Риохи, недалеко от восточного города Ольгин, раздался клич: «Независимость или смерть!», а затем восстание расширилось до района Хибара. С самого начала восстание шло неудачно. Усталость и разочарование многих после Десятилетней войны существенно сократили количество бойцов, желающих вступить в новую войну. В то же время из-за столь короткого промежутка времени испанская армия не была рассредоточена и не демобилизована, поэтому у нее были все необходимые ресурсы для подавления новой борьбы. 
Заговоры в Камагуэйе и Орьенте, организованные для поддержки восстания, были раскрыты ещё до его начала. Связь между центрами восстания так и не была установлена. Восставшим недоставало опытных командиров и не хватало оружия и боеприпасов. В этой войне было не так много боев. Немногие закончились неудачей для кубинцев. Генерал Антонио Масео, герой Десятилетней войны, которому изначально было обещано командование восточной армией, не получил этот пост из страха, что наличие в армии генерала-мулата лишит восставших поддержки белого населения западной Кубы.
Лидеры восстания не смогли заручиться поддержкой зарубежных держав. Политическая инфраструктура, разработанная в эмиграции, оказалась недостаточной для того, чтобы успешно командовать восстанием. Сам Каликсто Гарсия долго не имел возможности выехать на Кубу, поэтому давало о себе знать отсутствие руководства в восточной части страны, из-за чего война ослабевала. Только 7 мая 1880 года он и 19 человек высадились на восточном побережье Кубы у Асеррадеро и вели борьбу до 4 августа 1880 года, когда сдались испанцам. На западе Кубы главные лидеры восстания были арестованы ещё раньше, а в остальной части страны местные командиры были вынуждены капитулировать в конце 1880 года.
Хотя Испания обещала провести реформы, и в 1881 году на Кубу распространилось действие конституции Испании 1876 года, но это мало изменило состояние на острове. Куба получила право посылать представителей в испанский парламент, но на практике это были наиболее консервативные политики. Недостаточность реформ привела к тому, что через 15 лет началась Война за независимость Кубы, в конечном итоге приведшая к независимости острова.